# Hypselopus
Hypselopus is een geslacht van wantsen uit de familie van de Alydidae (Kromsprietwantsen). Het geslacht werd voor het eerst wetenschappelijk beschreven door Burmeister in 1835.

## Soorten
Het genus bevat de volgende soorten:

- Hypselopus gigas Burmeister, 1835
- Hypselopus mimicus Distant, 1918
- Hypselopus populasi Ahmad & Yusuf, 1976
- Hypselopus pronotalis Distant, 1918
- Hypselopus shadabi Ahmad & Yusuf, 1976
- Hypselopus villosipes Amyot & Serville, 1843